# Apagomerina odettae
Apagomerina odettae là một loài bọ cánh cứng trong họ Cerambycidae.